# Josef Christian Aigner
Josef Christian Aigner (* 5. Oktober 1953 in Grieskirchen) ist ein österreichischer Psychologe, Pädagoge und Psychoanalytiker.

## Leben
Aigner studierte Psychologie und Pädagogik an der Universität Salzburg und promovierte bei Igor A. Caruso. Von 1982 bis 1989 ließ er sich am Psychoanalytischen Seminar Vorarlberg zum Psychoanalytiker ausbilden und absolvierte eine Zusatzausbildung zum Paartherapeuten sowie sexualtherapeutische Fortbildung (Straftäterarbeit, Perversionen, Transsexualität) an der Abteilung für Sexualforschung der Psychiatrischen Universitätsklinik Hamburg. Aigner war beteiligt an der Gründung der Österreichischen Gesellschaft für Sexualforschung unter Ernest Borneman.
2000 wurde er an der Universität Klagenfurt für „Psychologie mit besonderer Berücksichtigung der Psychoanalyse“ habilitiert und im selben Jahr zum außerordentlichen Universitätsprofessor an der Universität Innsbruck ernannt. 2005 berief ihn die Universität Innsbruck zum ordentlichen Universitätsprofessor für Psychosoziale Arbeit/Psychoanalytische Pädagogik. Heute ist er emeritiert.
Er war ab 1993 Vorstandsmitglied des Österreichischen Kinderschutzbundes.

## Schriften (Auswahl)
Monographien
- Der ferne Vater. Zur Psychoanalyse von Vatererfahrung, männlicher Entwicklung und negativem Ödipuskomplex. Psychosozial, Gießen 2002, ISBN 3-89806-061-6.
- Vorsicht Sexualität! Sexualität in Psychotherapie, Beratung und Pädagogik – eine integrative Perspektive. Kohlhammer, Stuttgart 2013, ISBN 978-3-17-021753-9.

Aufsätze und Interviews
- mit Gerald Poscheschnik: Jungen und Männer im pädagogischen Diskurs: zwischen Selbstbehauptung, Empirie und Geschlechterkampf. In: Erziehung und Unterricht. 2010, Nr. 5/6, Mai/Juni 2010, S. 427–434 (online; PDF; 181 kB).
- Die Einäugigkeit der Geschlechterdebatte. In: Der Standard. 24. März 2011 (online).
- Der blinde Fleck der Genderideologie. In: Der Standard. 26. März 2015 (online).

## Auszeichnungen
- 1993: Hans-Czermak-Preis des Verband Wiener Volksbildung für publizistische Verdienste gegen die Gewalt an Kindern[4]

- 2013: Ehrendoktorat der Staatlichen Pädagogischen Iwan-Franko-Universität Drohobytsch in der Ukraine[5]